# گروه حقوق بشری
گروه حقوق بشری یک گروه ذی‌نفوذ است که به نیابت از قربانیان بی‌عدالتی یا بزه‌های جدی، برای تغییرات قانونی، اجتماعی، یا سیاسی، دفاع یا لابی‌گری می‌کند. معمولاً اعضای چنین گروه‌هایی، اعضای خانواده یا دوستان قربانیان هستند. 